# Митчелстаун

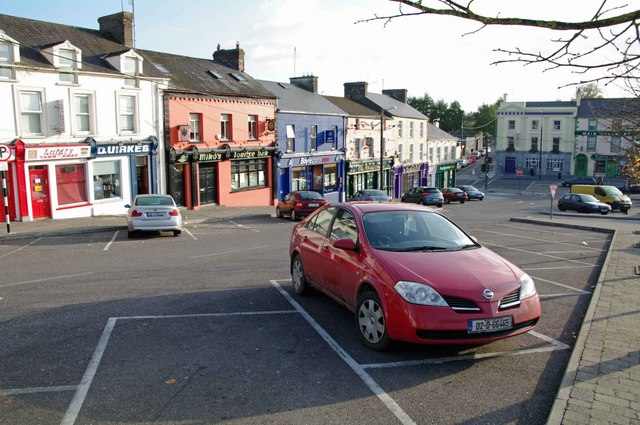
Новая площадь

Митчелстаун (англ. Mitchelstown; ирл. Baile Mhístéala) — (переписной) посёлок в Ирландии, находится в графстве Корк (провинция Манстер).
Местная железнодорожная станция была открыта 23 марта 1891 года, закрыта для пассажиров и товароперевозок 27 января 1947 года и окончательно закрыта 1 декабря 1953 года.
Город широко известен производимым в нём сыром.

## Демография
Население — 3365 человек (по переписи 2006 года). В 2002 году население составляло 3300.
Данные переписи 2006 года:
| Общие демографические показатели |               |                               |                               |      |      |
| Всё население                    | Всё население | Изменения населения 2002—2006 | Изменения населения 2002—2006 | 2006 | 2006 |
| 2002                             | 2006          | чел.                          | %                             | муж. | жен. |
| 3300                             | 3365          | 65                            | 2,0                           | 1674 | 1691 |

В нижеприводимых таблицах сумма всех ответов (столбец «сумма»), как правило, меньше общего населения населённого пункта (столбец «2006»).
| Религия (Тема 2 — 5 : Число людей по религиям, 2006) |             |                |             |            |       |      |
| Католики, чел.                                       | Католики, % | Другая религия | Без религии | не указано | сумма | 2006 |
| 3147                                                 | 93,5        | 122            | 69          | 27         | 3365  | 3365 |

| Этно-расовый состав (Этничность. Тема 2 — 3 : Постоянное население по этническому или культурному происхождению, 2006) |            |              |       |        |        |            |       |       |
| Белые ирландцы | Лухт-шулта | Другие белые | Негры | Азиаты | Другие | Не указано | сумма | 2006  |
| 3002 | 1          | 214          | 5     | 33     | 38     | 53         | 3346  | 3365  |
| Доля от всех отвечавших на вопрос, %                                                                                   |            |              |       |        |        |            |       |       |
| 89,7 | 0,0        | 6,4          | 0,1   | 1,0    | 1,1    | 1,6        | 100   | 99,41 |

1 — доля отвечавших на вопрос о языке от всего населения.
| Владение ирландским языком (Тема 3 — 1 : Число людей от 3 лет и старше по способности говорить по-ирландски, 2006) |      |            |       |       |
| Владеете ли Вы ирландским языком?                                                                                  |      |            |       |       |
| Да | Нет  | Не указано | сумма | 2006  |
| 1263 | 1907 | 60         | 3230  | 3365  |
| Доля от всех отвечавших на вопрос о языке, %                                                                       |      |            |       |       |
| 39,1 | 59,0 | 1,9        | 100   | 96,01 |

1 — доля отвечавших на вопрос о языке от всего населения.
| Использование ирландского языка (Тема 3 — 2 : Говорящие по-ирландски от 3 лет и старше по частоте использования ирландского языка, 2006) |                                                            |                                               |                                               |                                               |                                               |                                               |       |                                     |      |
| Как часто и где Вы говорите по-ирландски?                                                                                                |                                                            |                                               |                                               |                                               |                                               |                                               |       |                                     |      |
| ежедневно, только в образовательных учреждениях                                                                                          | ежедневно, как в образовательных учреждениях, так и вне их | в других местах (вне образовательной системы) | в других местах (вне образовательной системы) | в других местах (вне образовательной системы) | в других местах (вне образовательной системы) | в других местах (вне образовательной системы) | сумма | всего, отвечавших на вопрос о языке | 2006 |
| ежедневно, только в образовательных учреждениях                                                                                          | ежедневно, как в образовательных учреждениях, так и вне их | ежедневно                                     | каждую неделю                                 | реже                                          | никогда                                       | не указано                                    | сумма | всего, отвечавших на вопрос о языке | 2006 |
| 307 | 13                                                         | 16                                            | 57                                            | 467                                           | 371                                           | 32                                            | 1263  | 3230                                | 3365 |
| Доля от всех отвечавших на вопрос о языке, %                                                                                             |                                                            |                                               |                                               |                                               |                                               |                                               |       |                                     |      |
| 9,5 | 0,4                                                        | 0,5                                           | 1,8                                           | 14,5                                          | 11,5                                          | 1,0                                           | 39,1  | 100                                 |      |

| Типы частных жилищ (Тема 6 — 1(a) : Число частных домовладений по типу размещения, 2006) |          |         |                 |            |       |      |
| Отдельный дом                                                                            | Квартира | Комната | Переносные дома | не указано | сумма | 2006 |
| 1138                                                                                     | 105      | 8       | 2               | 27         | 1280  | 3365 |